# Палле один на свете (фильм)
«Палле один на свете» (дат. Palle alene i Verden) — датский чёрно-белый короткометражный художественный фильм 1949 года, снятый Астрид Хеннинг-Енсен по одноимённой детской книжке Енса Сигсгора. Удостоен приза на Каннском кинофестивале 1949 года. Премьера в Великобритании состоялась 20 мая 1949 года, в Дании — 1 февраля 1954 года. 
Для Астрид Хеннинг-Енсен фильм стал дебютным в качестве сольной работы, поскольку предыдущие картины она снимала вместе с мужем, кинематографистом Бьярне Хеннинг-Енсеном. При этом в «Палле один на свете» Бьярне также принял участие в качестве монтажёра. Главную же роль мальчика Палле сыграл их сын Ларс, которому в то время было шесть лет.

## Сюжет
Маленький мальчик Палле просыпается в Копенгагене в своей квартире и обнаруживает, что он остался совсем один. Ни дома, ни на улице никого нет. В ресторане Палле пытается приготовить себе еду, но ему это не удаётся. Однако в кондитерском магазине он может взять всё, что пожелает. Палле садится в трамвай и заводит его, катаясь по городу, пока не сталкивается с другой машиной. 
Банк открыт, Палле видит там много денег. Он набирает себе мешочек монет, но потом выбрасывает их, потому что в них нет смысла, раз нет людей вокруг. Палле рассматривает игрушки в магазине игрушек и берёт себе мяч. Однако ему не с кем играть: даже встреча с памятником футболисту в Фелледпарке не приносит облегчения, потому что тот не может по-настоящему ударить по мячу. Затем Палле попадает в пожарную часть и водит по городу пожарную машину. 
На аэродроме Палле забирается в самолёт, и вот он летит над облаками. Самолёт устремляется ввысь и врезается в Луну. Палле, раскрыв зонтик, летит вниз и приземляется прямо в своей комнате, оказываясь среди ночи под одеялом на полу возле кроватки. Он зовёт маму и та приходит, успокаивая мальчика. Она замечает свой сломанный зонт и спрашивает, что Палле делал с ним. Потом она укладывает сына и выходит. На полу детской комнаты видны игрушки, в которыми Палле играл перед сном: трамвай, пожарная машина, самолёт, мяч и др.

## В ролях
- Ларс Хеннинг-Енсен — Палле
- Лили Броберг — мать Палле

## Критика
Один из авторов проекта «Кино детства» (The Cinema of Childhood) Нил МакГлоун в статье о фильме назвал «Палле один на свете» датским предшественником известной картины «Один дома», отметив, что фильм содержит также небольшой оммаж классической картине «Путешествие на Луну» Жоржа Мельеса.

## Признание
- Каннский кинофестиваль 1949 года — Prix pour le sujet (основной приз в разделе короткометражных фильмов)[6]
- В 2006 году фильм был включён в Датский культурный канон.